# Sozoranga
Sozoranga ist eine Ortschaft und die einzige Parroquia urbana („städtisches Kirchspiel“) im Kanton Sozoranga der ecuadorianischen Provinz Loja. Sozoranga ist Sitz der Kantonsverwaltung. Die Parroquia besitzt eine Fläche von 288,3 km². Die Einwohnerzahl lag im Jahr 2010 bei 3761. Davon wohnten 923 Einwohner im Ort Sozoranga.

## Lage
Die Parroquia Sozoranga liegt in den Ausläufern der westlichen Anden im Süden von Ecuador nahe der Grenze zu Peru.  Der Río Catamayo begrenzt das Verwaltungsgebiet im Norden, dessen linker Nebenfluss Río Tangula im Nordwesten. Die 1500 m hoch gelegene Ort Sozoranga befindet sich knapp 75 km westsüdwestlich der Provinzhauptstadt Loja. Die Fernstraße E69 (Macará–Cariamanga) führt an Sozoranga vorbei. Eine 27 km lange Nebenstraße führt von Sozoranga über Nueva Fátima zur E35 (Loja–Macará).
Die Parroquia Sozoranga grenzt im Nordwesten an die Parroquia Celica (Kanton Celica), im Norden an die Parroquia Guachanamá und an das Municipio von Catacocha (beide im Kanton Paltas), im Osten an die Parroquias Colaisaca und Utuana (beide im Kanton Calvas), im Süden an die Parroquia Tacamoros sowie im Westen an die Parroquias Sabiango (Kanton Macará), Nueva Fátima und Larama (Kanton Macará).

## Geschichte
Die kirchliche Pfarrei wurde im Jahr 1770 gegründet. Zwischen 1861 und 1863 war Sozoranga Verwaltungssitz des Kantons Calvas. Am 17. Oktober 1863 ging der Sitz der Kantonsverwaltung an Cariamanga über. Sozoranga blieb als Parroquia rural bis 1902 Teil des Kantons Calvas. 1902 ging die Parroquia Sozoranga an den neu geschaffenen Kanton Macará über. Am 18. November 1975 wurde der Kanton Sozoranga eingerichtet und Sozoranga wurde als Parroquia urbana dessen Verwaltungssitz. 